# Olpium pallipes
Olpium pallipes är en spindeldjursart som först beskrevs av Lucas 1849.  Olpium pallipes ingår i släktet Olpium och familjen Olpiidae.

## Underarter
Arten delas in i följande underarter:
- O. p. balcanicum
- O. p. pallipes